# Snuff (Band)
Snuff ist eine britische Punkband aus London, die 1986 von Duncan Redmonds (Schlagzeug, Gesang), Simon Wells (Gitarre) und Andy Crighton (Bass) gegründet wurde.

## Geschichte

### Die Anfänge
1989 veröffentlichte die Band ihr erstes Album mit dem Titel Snuff Said..., wobei die Band hier noch gewöhnlichen Punk spielte. 1991 folgte dann das Album Flibbiddydibbiddydob, mit dem 1990 zur Band gestoßenen Posaunisten Dan. Darauf folgte 1992 das Album Reach und das Live-Album Kilburn National 27.11.90.
Danach löste sich die Band auf, um an Nebenprojekten zu arbeiten. So spielte Sänger Duncan in der Band Guns ’n’ Wankers, wo er sang und auch Gitarre spielte. Guns ’n’ Wankers veröffentlichte 1994 vier EPs, die im selben Jahr auf Fat Wreck unter dem Titel For Dancing and Listening in Auszügen wiederveröffentlicht wurden.

### Wiedervereinigung
1994 wurde Snuff wiedergegründet, jetzt mit Lee M am Keyboard und Loz an der Gitarre. Im Folgejahr wurde das Album Demmamussabebonk veröffentlicht. Für das 1997 veröffentlichte Potatoes and Melons Wholesale Prices Straight from the Lock Up ersetzte Lee B den mittlerweile verstorbenen Andy am Bass. Die Band schaffte sogar den Sprung zu Fat Wreck Chords, dessen Besitzer Fat Mike als großer Fan der Band gilt. Snuff wechselten nach vier auf Fat Wreck Chords veröffentlichten Alben wieder zu einem englischen Label, laut Wong um den heimischen Fans die Importkosten zu ersparen. Später wurde dann das bandeigene Label 10 Past 12 Records für Veröffentlichungen genutzt (hinzu kam 10 Past 10 für Veröffentlichungen anderer Bands).

## Stil
Die Musik von Snuff wandelte sich im Laufe der Jahre stark. Immer mehr verschiedene Stile, z. B. Reggae, Dub oder Folk, wurden in den Sound integriert. Die Bandbesetzung wechselte auch durch die Hinzunahme weiterer Instrumente (vor allem Bläser und Hammond-Orgel, die meist von Lee Murphy gespielt wurde) ständig. Um 2000 bestand Snuff aus sieben Bandmitgliedern. Als Einflüsse gibt die Band auch so verschiedene Musiker wie die Small Faces, The Damned, Twisted Sister, Bootsy Collins oder Public Enemy an.

## Weitere Projekte
Neben Guns ’n’ Wankers gibt es weitere Nebenprojekte. So veröffentlicht Duncan Redmonds parallel zu seiner Hauptband Songs unter dem Namen Billy No Mates. Außerdem war er Gast auf einem Dogpiss-Album. Aktuell ist Duncan als Schlagzeuger mit den Toy Dolls auf Tour.

## Diskografie
- 1989: Snuff Said...
- 1991: Flibbiddydibbiddydob
- 1992: Reach
- 1992: Kilburn National 27.11.90, Live-Album
- 1996: Demmamussabebonk
- 1997: Potatoes and Melons Wholesale Prices Straight from the Lock Up, Coveralbum
- 1998: Tweet Tweet My Lovely (Fat Wreck Chords)
- 2000: Numb Nuts (Fat Wreck Chords)
- 2001: Blue Gravy: Phase 9 (Fat Wreck Chords)
- 2003: Disposable Income (Fat Wreck Chords)
- 2004: Greasy Hair Makes Money
- 2005: Six of One, Half a Dozen of the Other, Doppelalbum mit Greatest Hits, Raritäten und Cover-Versionen
- 2013: 5-4-3-2-1-Perhaps! (Fat Wreck Chords)
- 2018: There's a Lot of It About (Fat Wreck Chords)
- 2022: Crepuscolo dorato della bruschetta borsetta calzetta cacchetta trombetta lambretta giallo ossido, ooooooh cosi magnifico! (SBÄM Records)
- 2023: Come and Have a Go If You Think You’re Rachmaninoff[1]